# Clima Austriei
Austria are o climă temperat-continentală (în est) și alpină (în vest), cu variații destul de mari de temperatură și o vreme greu de prevăzut. Prin așezarea ei, Austria ar trebui sa dețină clima moderata a Europei centrale, dar deși aceasta reprezinta elementul caracteristic al acestei zone el este influențat de o serie de factori locali provocați de relieful alpin, dintre care trebuie reținute în primul rând: fenomenul obișnuit al zonalității climatice verticale, al expoziției pantelor, al vanturilor locale- briza de munte și Fohnul. Temperatura medie înregistrată este de – 1,9 C în ianuarie și 18,1 C în iulie la Salzburg și – 2 C in ianuarie și 21 C în iulie la Viena. Ierni reci cu ploi frecvente și zăpadă în unele zonele joase și zăpadă la munte, veri moderate cu ploi ocazionale. Precipitațiile scad în general de la Vest la Est, fiind mai bogate, în zonele periferice montane (peste 2000mm/an); cele mai scăzute se înregistrează în regiunile lacului Neusiedler (sub 600 mm/an). Deși umiditatea, precipitațiile și nebulozitatea sunt și ele influențate de altitudine, crescând odată cu ea, vârfurile înalte suferă de lipsa precipitațiilor abundente.